# Roadflower
Roadflower (também Road Flower ou The Road Killers; bra: Assassinos da Estrada) é um filme norte-americano de 1994, estrelado por Christopher Lambert, Joseph Gordon-Levitt, David Arquette, Josh Brolin, Christopher McDonald, John Pyper-Ferguson e Adrienne Shelly.